# Gerd Johnson (idrottare)
Gerd Johnson (tidigare Kristiansson) är en tidigare svensk landslagsspelare i handboll.

## Klubblagskarriär
Gerd Kristiansson började sin elitkarriär som bordtennisspelare 1948 i klubben Nordenhov och hon omnämns samma år även som handbollsspelare. Hon spelade 1949 för Redbergslids IK. Från 1956 heter hon inte Kristiansson längre utan Johnson men hon spelar fortsatt för RIK och spelar fortfarande bordtennis på hög nationell nivå. I januari 1961 står hon omnämnd som spelare i KvIK Sport. så hon började spela för Sport säsongen 1960/1961.

## Landslagskarriär
Ser man till den nya statistiken har Gerd Johnson spelat 17 landskamper med tre segrar och elva förluster under åren 1951 till 1962. Hon la 14 mål på dessa 17 landskamper inomhus. Debuten skedde 25 februari i Karlskrona Idrottshall mot Danmark och Sverige vann med 3-2 och Gerd Johnson blev mållös. Det var Sveriges andra landskamp inomhus. Hon spelade sin sista inomhuslandskamp den 2 januari 1962 också mot Danmark men nu förlorade Sverige med 4 mot 20 alltså ren utklassning. Matchen spelades i Århus. Danmark hade utvecklats till ett av världens bästa lag medan Sverige befann sig i botten i Europa.
Detta är inte hela sanningen för enligt den gamla statistiken spelade Johnson 36 landskamper alltså fler än dubbelt så många under åren 1950 till 1964 och dessa 19 landskamper spelades så klart utomhus. Gerd Kristiansson som hon då hette debuterade i Nordiska Mästerskapet i Finland på Hangö den 19 augusti 1950 och hennes andra utomhuslandskamp var året efter i NM 1951. Den matchen gick i Hamar i Norge och Sverige besegrade Finland med 3-0. Hon spelade sina fyra sista landskamper utomhus i Nordiska mästerskapet på Island 1964.